# Max Konnor
Max Konnor est un acteur pornographique américain apparaissant dans des films pornographiques gay.

## Biographie
Né en 1986 ou 1987, il grandit dans une petite ville de Géorgie, où il est ordonné pasteur à seize ans. Puis il part à New York dans l'espoir de jouer dans des comédies musicales.
Il commence à travaille comme acteur pornographique sous le nom d'artiste  Isaiah Foxx, dans des productions du studio Lucas Entertainment, tout en travaillant également pour les studios Treasure Island Media et Flava Works jusqu'en 2012. Il arrête pour tenter de travailler comme acteur pour la télévision,.
Il reprend le travail dans la pornographie gay en 2017, pour Black Rayne Productions, sous le pseudonyme de Max Konnor. En 2018, il joue dans un film de Lucas Entertainment qui est rebaptisé Black Cocks Rock en raison du jeu de mots déplacé du premier titre avec le mouvement Black Lives Matter. À partir de 2019, il reçoit plusieurs prix dans son domaine.
En 2020, il signe un contrat d'exclusivité avec Falcon Entertainment et NakedSword. En 2023, il fait partie de la distribution principale d'une émission de téléréalité intitulé X-Rated: NYC sur OutTV.

## Vidéographie (choix)
- 2009 : Entrapment de Michael Lucas et mr. Pam
- 2018 : Rideshare de  Steve Cruz, avec Alex Mecum, Austin Wolf
- 2018 : « Big Black Daddy » avec Armond Rizzo, dans Family Affairs 1 de Chi Chi LaRue (Noir Male)
- 2018 : Black on White 1 de Chi Chi LaRue (Noir Male), avec Jason Vario, Max Adonis, Pheonix Fellington, Wesley Woods
- 2018 : Black Cocks Rule de Michael Lucas, avec Bama Romello, Devin Franco
- 2019 : Nasty Nights (Men.com), avec Boomer Banks, Colton Grey, Diego Sans
- 2019 : A Man and His Boy 2 (CockyBoys), avec Austin Wolf, Ty Mitchell
- 2020 : Sin City de Chi Chi LaRue (Noir Male)
- 2020 : Bare Muscle 2 (CockyBoys), avec Angel Rivera, Carter Dane, Gabriel Clark, Skyy Knox, Tayte Hanson
- 2021 : Towel Boy de Trenton Ducati et Jasun Mark (Hot House Entertainment), avec Arad Winwin, Cade Maddox
- 2021 : Best Sex Ever de Marc MacNamara (NakedSword), avec Devin Franco, Drew Dixon, Rafael Alencar, Roman Todd
- 2021 : Sgt. Dick de Trenton Ducati (Hot House Entertainment)
- 2021 : Tales from the Locker Room 2 de Chi Chi LaRue (Falcon Entertainment), avec Beau Butler, Cade Maddox, Colton Reece
- 2022 : Train My Hole de Marc MacNamara (NakedSword)
- 2022 : Interracial Love de Chi Chi LaRue (Noir Male)
- 2022 : Under the Influencer (Falcon Entertainment)
- 2023 : Feels so Good (Hot House Entertainment)
- 2024 : Giving In (Raging Stallion Studios)

## Récompenses
- GayVN Awards 2019 : meilleure scène de duo dans Big Black Daddy[6]
- Adult Erotic Gay Video Awards 2019 : queue la plus excitante[7]
- Adult Erotic Gay Video Awards 2020 : actif le plus chaud[8]
- GayVN Awards 2021 : mec préféré de la caméra[9]
- Adult Erotic Gay Video Awards 2021 : Wall of Fame[10]
- XBIZ Awards 2021 : performeur gay de l'année[11]
- Adult Erotic Gay Video Awards 2022 : queue la plus excitante, et meilleur trio dans Tales from the Locker Room 2
- GayVN Awards 2022 : performeur de l'année[12]
- GayVN Awards 2023 : meilleur réalisateur avec Boomer Banks, Steve Cruz, Leo Forte, Devin Franco pour Men's Briefs, et meilleur acteur dans un second rôle dans Ride or Die: Raw Deal/Hard Time[13]